# 모바일 앱 개발
모바일 앱 개발(Mobile app development)은 개인 정보 단말기, 휴대 전화 등 모바일 장치용으로 모바일 앱이 개발되는 행위나 과정이다. 이 응용 소프트웨어들은 스마트폰이나 태블릿 컴퓨터 등 모바일 장치에서 구동되도록 설계되어 있다. 이 애플리케이션들은 제조 플랫폼에 사전 설치되어 있을 수 있으며 웹 브라우저 내의 애플리케이션과 유사한 경험을 제공하기 위해 서버사이드나 클라이언트 사이드 처리(예: 자바스크립트)를 사용하여 웹 애플리케이션으로 배포될 수 있다. 응용 소프트웨어 개발자들은 모바일 소프트웨어의 극심한 경쟁 및 플랫폼별의 변화로 인해 다양한 화면 크기, 하드웨어 사양 및 구성을 고려해야 한다. 모바일 앱 개발은 소득과 직업 부문에서 꾸준히 성장하고 있다. 2013년 애널리스트 보고서에 따르면 EU(영국을 포함한 28개국) 내에 529,000개의 직접적인 앱 경제(app economy)가 창출되었으며 그 중 60%가 모바일 앱 개발자들이다.

## 같이 보기
- 모바일 비즈니스 인텔리전스
- 모바일 컴퓨팅
- MEAP
- 모바일 마케팅
- JQuery Mobile
- HTML5